# Томоаки Макино
Томоаки Макино (јап. 槙野 智章; 11. мај 1987) јапански је фудбалер.

## Каријера
Током каријере је играо за Санфрече Хирошима, Келн и Урава Ред Дајмондс.

## Репрезентација
За репрезентацију Јапана дебитовао је 2010. године. Наступао је на Светском првенству (2018. године) с јапанском селекцијом. За тај тим је одиграо 36 утакмица и постигао 4 гола.

## Статистика
| Јапан  | Јапан   | Јапан  |
| Година | Наступи | Голови |
| ------ | ------- | ------ |
| 2010.  | 4       | 0      |
| 2011.  | 4       | 0      |
| 2012.  | 3       | 1      |
| 2013.  | 3       | 0      |
| 2014.  | 0       | 0      |
| 2015.  | 8       | 1      |
| 2016.  | 2       | 0      |
| 2017.  | 4       | 1      |
| 2018.  | 8       | 1      |
| Укупно | 36      | 4      |